# Самохін Антон Олексійович
Анто́н Олексі́йович Само́хін (нар. 18 січня 1991, м. Кропивницький — пом. 14 червня 2014, м. Луганськ, Україна) — український військовослужбовець, десантник, старший солдат Збройних сил України.

## Життєпис
Антон Самохін народився в місті Кропивницький (на той час — Кіровоград), згодом родина переїхала в село Верблюжка Новгородківського району Кіровоградської області, на батьківщину матері. З 1998 по 2006 рік навчався у Верблюзькій загальноосвітній школі І—ІІІ ступенів. Коли Антон навчався в 3-му класі, помер його батько, а 2006-го не стало й мами. Дядько Антона взяв його у свою сім'ю і став для нього другим батьком, з 9-го класу Антон мешкав з опікунами в Кривому Розі, підтримував стосунки із старшим братом та його родиною. 2009 року закінчив загальноосвітню школу № 29 Центрально-Міського району міста Кривий Ріг Дніпропетровської області.
По закінченні школи вступив на Криворізький металургійний факультет Національної металургійної академії України. Закінчив його як Криворізький національний університет, за спеціальністю «Обробка металів тиском». Активно займався спортом, відвідував секцію зі спортивного бою.
Паралельно з навчанням, з 2009 по 2012 працював на сезонній роботі матросом-рятувальником на одній із заміських баз відпочинку ПАТ «АрселорМіттал Кривий Ріг».
У 2012—2013 проходив строкову військову службу в 540-му Львівському зенітному ракетному полку Повітряних Сил ЗС України, в/ч А4623, м. Кам'янка-Бузька. Як сирота, міг не йти в армію, але сам захотів пройти військову службу. Щойно демобілізувався, як за кілька місяців почалось російське вторгнення.
У зв'язку з російською збройною агресією проти України навесні 2014 року мобілізований до лав Збройних Сил України.
Старший солдат, слюсар-монтажник 25-ї Дніпропетровської повітряно-десантної бригади Високомобільних десантних військ ЗС України, в/ч А1126, смт Гвардійське, Дніпропетровська область.

## Обставини загибелі
13 червня 2014 року десантники готувались до відправлення в зону проведення АТО. У ніч на 14 червня трьома військово-транспортними літаками Іл-76 МД з інтервалом у 10 хвилин вони вилетіли в Луганський аеропорт на ротацію особового складу. На борту також була військова техніка, спорядження та продовольство.
14 червня о 0:40 перший літак (бортовий номер 76683), під командуванням полковника Дмитра Мимрикова приземлився в аеропорту.
Другий Іл-76 МД (бортовий номер 76777), під керівництвом командира літака підполковника Олександра Бєлого, на борту якого перебували 9 членів екіпажу 25-ї мелітопольської бригади транспортної авіації та 40 військовослужбовців 25-ї Дніпропетровської окремої повітряно-десантної бригади, о 0:51, під час заходу на посадку на аеродром міста Луганськ, на висоті 700 метрів, був підбитий російськими терористами з переносного зенітно-ракетного комплексу «Ігла». В результаті терористичного акту літак вибухнув у повітрі і врізався у землю поблизу території аеропорту. 49 військовослужбовців, — весь екіпаж літака та особовий склад десанту, — загинули. Третій літак за наказом повернувся в Мелітополь.
|                              | Там все було дуже грамотно по-військовому сплановано. Там без Росії не обійшлось. Вогонь вівся з усіх сторін. Це було не на рівні ненавчених бойовиків. Обстріл літака вівся дуже грамотно. Спочатку підсвічували трасером, а потім били. Із ПЗРК неможливо було збити літак, навіть якби боєприпас потрапив у двигун, то літак все рівно не загинув би. Стріляли з «Шилки». |
| — Полковник Дмитро Мимриков. | |

Пройшло більше 40 діб перш ніж десантників поховали: українські військові збирали рештки тіл загиблих, влада домовлялася з терористами про коридор для евакуації, в Дніпрі проводились експертизи ДНК для ідентифікації.
Шестеро із загиблих десантників — мешканці Кривого Рогу: старший лейтенант Алтунін Валерій Володимирович, сержант Рєзніков Євгеній Сергійович, молодший сержант Коснар Павло Леонідович, старший солдат Самохін Антон Олексійович, солдати Гайдук Ілля Віталійович і Дубяга Станіслав Вікторович.
25 липня криворіжани попрощались зі своїми земляками. Антона Самохіна поховали в селі Верблюжка на Кіровоградщині.
У Кривому Розі залишились опікуни Сергій Олександрович і Вікторія Борисівна Луньови, брат Руслан та наречена Даша.

## Нагороди
- Орден «За мужність» III ст. (20.06.2014, посмертно) — за особисту мужність і героїзм, виявлені у захисті державного суверенітету та територіальної цілісності України, вірність військовій присязі та незламність духу[7].
- Нагрудний знак «За оборону Луганського аеропорту» (посмертно).
- Відзнака м. Кривий Ріг «За заслуги перед містом» 3 ст. (посмертно).

## Вшанування пам'яті
- 13 червня 2015 року в Дніпрі на Алеї Героїв до роковин загибелі військових у збитому терористами літаку Іл-76 встановили пам'ятні плити з іменами загиблих воїнів[8].
- 18 червня 2016 року на території військової частини А1126 в смт Гвардійське урочисто відкрили пам'ятник воїнам-десантникам 25-ї повітряно-десантної бригади, які героїчно загинули під час бойових дій в зоні проведення АТО. На гранітних плитах викарбувані 136 прізвищ, серед них і 40 десантників, які загинули у збитому літаку в Луганську[9].
- На фасаді будівлі ЗОШ № 29 міста Кривий Ріг (вулиця Рахманінова, 1) встановлено меморіальну дошку на честь випускника школи Антона Самохіна[10].
- 30 квітня 2015 року на фасаді будівлі НВК № 1 села Верблюжка (вулиця Біляєва, 95) встановлено меморіальну дошку на честь колишнього учня Антона Самохіна[1].
- Сільська рада села Верблюжка ухвалила рішення про перейменування вулиці Фурманова на вулицю Самохіна.